# CSS Tallahassee
CSS Tallahassee, później nazwany CSS Olustee – krążownik marynarki Skonfederowanych Stanów Ameryki, używany do działań rajderskich przeciwko statkom Unii w końcowym okresie wojny secesyjnej. Był to początkowo łamacz blokady Atlanta, zakupiony w brytyjskiej stoczni J&W Dudgeon, a później ponownie został przekształcony w łamacz blokady Chameleon.

## Budowa i służba jako statek
Parowo-żaglowy dwuśrubowy statek „Atlanta” został zbudowany w 1863 w brytyjskiej stoczni J&W Dudgeon w Millwall nad Tamizą (część Londynu) z przeznaczeniem jako szybki prom do komunikacji przez kanał La Manche (pokonał trasę Dover – Calais w 77 minut). Prawdopodobnie jednak od początku przewidywano zastosowanie go do zyskownego handlu ze Skonfederowanymi Stanami Ameryki, dotkniętymi blokadą morską Unii. Po ukończeniu nazwę zmieniono na „Atalanta”.
Pod koniec 1863 „Atalanta” dopłynął z Wielkiej Brytanii do Wilmington w Karolinie Północnej, przełamując blokadę Unii. Wzbudził tam zainteresowanie rządu Konfederacji, po czym został zakupiony i zaadaptowany do roli rajdera (ta klasa okrętów była określana przez marynarkę Konfederacji mianem krążowników – cruiser). Do służby wcielono go 20 lipca 1864 jako CSS „Tallahassee”.

## Działania
Dowódcą rajdera został kmdr John Taylor Wood, prawnuk prezydenta USA Zachary’ego Taylora i siostrzeniec prezydenta konfederacji Jeffersona Davisa. Załoga składała się z samych ochotników.
„Tallahassee” wyrwał się 6 sierpnia 1864 roku z Wilmington przez blokadę Unii i uszedł pościgowi czterech okrętów unionistów, odnosząc jedynie niewielkie uszkodzenia. Rajder odbył dziewiętnastodniowy rajd na północ wzdłuż wybrzeża aż po Halifax w Nowej Szkocji, niszcząc dwadzieścia sześć statków i puszczając siedem dalszych za okupem (kilka z nich w odległości zaledwie 60 mil od Nowego Jorku, co wywołało panikę wśród tamtejszych armatorów). Następnie zdziesiątkował flotyllę rybacką na łowiskach w pobliżu stanu Maine i 19 sierpnia zawinął do Halifax, ale władze brytyjskie pozwoliły mu zabunkrować tylko tyle paliwa, by starczyło na powrót do macierzystego portu. Dotarł do Wilmington szczęśliwie przez blokadę 26 sierpnia.

## Pod innymi nazwami
Zachęceni tym sukcesem konfederaci postanowili raz jeszcze wysłać rajdera na morze, ale z bliżej nieznanych powodów pod inną nazwą i innym dowództwem. Nowym dowódcą został kpt. mar. W. H. Ward, a nazwę jednostki (na pamiątkę zwycięstwa w bitwie pod Olustee na Florydzie) zmieniono na CSS „Olustee”, lecz nie jest do końca pewne, czy zmiany dokonano jeszcze w porcie czy już po wyjściu w morze.
„Olustee” przerwał blokadę Wilmington 29 października 1864 roku, ale tym razem doznał pewnych uszkodzeń pod ostrzałem z okrętów unionistów. W ciągu następnego tygodnia, grasując w okolicach przylądków zatoki Delaware, zniszczył 6 statków nieprzyjaciela, po czym musiał wracać dla uzupełnienia paliwa. I tym razem – mimo prób schwytania go przez bocznokołową kanonierkę USS „Sassacus” 6 listopada i 4 inne okręty następnego dnia, udało mu się 7 listopada bezpiecznie dotrzeć do Wilmington.
Teraz z okrętu zdjęto działa i wysłano – jako łamacz blokady „Chaneleon” – po zaopatrzenie dla konfederackiej armii. Nowy dowódca kpt. mar. J. Wilkinson wykorzystał to, że okręty przeciwnika były zaprzątnięte bombardowaniem Fortu Fisher i wyrwał się na ocean zupełnie bezpiecznie 24 grudnia.
„Chaneleon” dotarł na Bermudy, gdzie odebrał spodziewany towar, ale w tym czasie wojska Unii zdobyły Fort Fisher i dwie kolejne próby powrotu do Wilmington lub jakiegokolwiek portu konfederackiego nie udały się. W tej sytuacji Wilkinson odprowadził jednostkę do Liverpoolu z zamiarem przekazania J. D. Bullochowi – agentowi Konfederacji w Anglii. Operacja się nie udała, bowiem natychmiast po wejściu do portu 9 kwietnia 1865 roku brytyjskie władze aresztowały statek i sprzedały w ręce prywatne. Statek miał podjąć służbę w marynarce handlowej, gdy interweniował rząd Stanów Zjednoczonych, żądając zwrotu byłego rajdera i 26 kwietnia 1866 roku statek został przekazany amerykańskiemu konsulowi w Liverpoolu.